# Galit Čat
Galit Čat (hebr. גלית חייט; rođena 29. januara 1975. u Kfar Saba, Izrael) je izraelska klizačica u umetničkom klizanju u konkurenciji plesnih parova. Njen partner je Sergej Šakonovski. Oni se takmiče na internacionalnim takmičenjima za Izrael još od 1996. godine. 2002. postali su prvi izraelski par u plesu koji je osvojio medalju (bronzu) na Svetskom prvenstvu. Takođe su se takmičili i na tri Olimpijade završivši na 14. mestu 1998. u Naganu, 6. 2002. u Solt Lejk Sitiju i 8. u Torinu 2006. godine. 
Pre nego što se udružila sa Sergejem Šakonovskim, Galit Čat je klizala sa Maksom Sevestianov. Takmičili su se na američkom nacionalnom takmičenju 1992. i 1994. i predstavljali su Izrael na Svetskom prvenstvu 1994.
Trener im je Aleksandar Zulin.

## Spoljašnje veze
- Official homepage - Čat & Šakonovski
- Care to Ice Dance? - Čat & Šakonovski
- ISU Biografija